# Бойчук, Дмитрий Сергеевич
Дмитрий Сергеевич Бойчук (род. 7 июня 1995, Москва) — российский хоккеист, нападающий.

## Биография
Начал заниматься хоккеем в пять лет в клубе «Серебряные акулы». Затем — в школах «Одинцово» (2003—2004), ЦСКА (2004—2006), «Динамо» Москва (2006/07 — 2011/12). В сезонах 2012/13 — 2014/15 играл за фарм-клуб «Динамо» ХК МВД Балашиха в МХЛ. В октябре 2015 года и в феврале 2015 провёл по да матча в КХЛ. Затем — игрок клубов ВХЛ «Нефтяник» Альметьевск (2015), «Барс» Казань (2016), ТХК Тверь (2017), «Дизель» Пенза (2017/18), «Рубин» Тюмень (2018/19), «Сарыарка» Караганда (Казахстан, 2019/20), "Шахтёр" Солигорск (Кубок Белоруссии). «Тамбов» (2020/21), АКМ Новомосковск (2021/22), «Буран» Воронеж" (2022), «Зауралье» Курган (2022/23 — 2023/24), «Молот» Пермь (c 2024/25).

## Достижения
- Обладатель Кубка Континента (2014)
- Третий призёр чемпионата МХЛ (2013)
- Второй призёр чемпионата ВХЛ (2019)
- Финалист Кубка Петрова (2019)[7]